# عمر إيمان أبو بكر
عمر إيمان أبو بكر (بالصومالية: Cumar Iimaan Abuukar) عالم مسلم وأكاديمي صومالي، زعيم جماعة حزب الإسلام الصومالية المسلحة، التي تأسست عام 2009 لمناهضة الحكومة الاتحادية الانتقالية الصومالية برئاسة شريف شيخ أحمد، قبل أن ينشق عنها في نفس السنة.

## نشأته وتحصيله العلمي
وُلد في قرية عيمو التابعة لمدينة بولبردي بمحافظة هيران عام 1960 درس العلوم الشرعية في معهد الشيخ صوفي التابع للأزهر الشريف، ثم انتقل إلى المملكة العربية السعودية ليلتحق بجامعة الإمام محمد بن سعود ويحصل منها على البكالوريوس عام 1989 ثم الماجستير عام 1993 ثم الدكتوراة عام 2000

## حزب الإسلام
بعد اختيار شريف شيخ أحمد رئيسا للصومال تحالفت أربعة من الفصائل المنبثقة عن اتحاد المحاكم الإسلامية هي المحاكم الإسلامية (جناح أسمرا)، ومعسكر رأس كامبوني، والجبهة الإسلامية، ومعسكر الفاروق عانولي لتشكل حزب الإسلام لمناهضة الحكومة الاتحادية الانتقالية الصومالية في أوائل فبراير 2009، واختير عمر إيمان رئيسا للحزب المسلح قبل انشقاقه عنه في 25 مايو 2009، وخلفه في المنصب حسن طاهر أويس.

## مؤلفاته
- الأحاديث التي أعلها النسائي بالاختلاف على الرواة في كتابه المجتبى (رسالة دكتوراة)[9]
- التأسيس في فن دراسة الأسانيد.[10]
- الإمام النسائي وكتابه المجتبى.[11]
- تجربة المحاكم الإسلامية في الصومال ( التحديات والإنجازات )[12]
- عز الأمة في اجتماع الكلمة[13]
- أخلاقيات المجاهدين[14]
- أم سليم مفخرة للمسلمة[15]
- المعايير الشرعية في مسائل الجماعات الإسلامية[16]
- استماع الخطبة بعد صلاة العيد عزيمة[4]
- قصة آدم عليه السلام[7]
- قصة نوح عليه السلام[4]
- علم تخريج الحديث[17]
- الشافعي ومنهجية استدلاله بالحديث[18]
- شذوذ تحريك السبابة في تشهد الصلاة[19]
- إثبات كون السنة وحيا من الله وبيان السبل التي تحقق بها للسنة الحفاظ عليها[20]
- الدراسة الحديثية لمسند الإمام أحمد[21]
- التقليد جناية على العقل قبل الشرع[22]
- زيادات عبد الله بن أحمد في مسند أبيه[4]

## روابط خارجية
- مقابلة عمر إيمان في لقاء اليوم 18-فبراير-2009 - قناة الجزيرة
- الموقع الرسمي